# 分身 (ドストエフスキー)
『分身』（ぶんしん、ロシア語: Двойник）（『二重人格』とも訳される）は、フョードル・ドストエフスキーの中編小説で、1846年『祖国雑記』第2号（2月号）に発表された。『貧しき人々』で文壇に華々しくデビューしたドストエフスキーの第二作目となる作品である。『貧しき人々』の発表からわずか一月後のことであった。発表前に兄ミハイルに宛てた手紙の中でドストエフスキーは、「『貧しき人々』よりも十倍も上の作品です。仲間の連中は『死せる魂』以後のロシアの国にはこれほどのものはひとつとして現れなかった、これはまさに天才的な作品だと言っています」（1846年2月1日付）とその自信を披瀝している。

## 概要
この作品は「ペテルブルク史詩」という副題がつけられ、1〜13章で構成されている。『貧しき人々』に続く第二作目でもあり、周囲から大きな注目を集めたが、本人の期待に反してその評価は厳しいものであった。兄ミハイルに宛てた手紙の中でドストエフスキーは、「仲間も一般大衆も皆声を揃えて言うには、ゴリャートキンはあまりに退屈で生気がない、あまりに冗長であって、とても読めたものじゃないというのです」（1846年4月1日付）と記している。確かにこの作品の最大の欠点はいたずらに冗長であるという点にある。ドストエフスキーは読者の期待を裏切るまいと必要以上に力を入れ過ぎてしまったのであろう。また、ほのめかしやあてこすり等の曖昧な表現が多く全体として内容把握を難しくさせている。しかし、そうした欠点はあるもののこの作品には不思議な魅力もある。
この作品の主人公ヤーコフ・ペトロヴィッチ・ゴリャートキンは『貧しき人々』の主人公マカール・ジェーヴシキンと同じ九等文官の下級官吏である。ドストエフスキーは、『貧しき人々』では主人公が愛する女性に貢いだ挙げ句、借金を抱え結局その愛する女性にも去られて孤独と絶望に陥るという悲劇を描いたが、『分身』では、わずかばかりの野心をもった下級官吏が昇進も念願の結婚も果たせずに発狂するという悲劇を描いた。当時のロシアの社会では軍人・官吏は十四の等級に分けられ、九等官から十四等官までが下級官吏とされ、八等官から一等官までが上級官吏であった。しかし下級官吏ではあるものの九等官はまがりなりにも貴族に列せられた。ただし、この身分は一代限りのもので、領地などの世襲が認められる八等官とは大きな違いがあった。それゆえ、九等官という身分はきわめて微妙な立場であり、そこにロシア身分社会の歪みが凝縮されているともいえる。
ニコライ・ゴーゴリも『狂人日記』において、長官の娘に恋をして相手にもされず、あげく自分はスペイン国王であると狂信する九等官を描いている。ドストエフスキーがゴーゴリのこの作品から大きな影響を受けているのは明らかである。しかしゴーゴリは主人公の発狂の様子を描いてはいるが、なぜ発狂に至ったのかについてはあまり触れていない。ドストエフスキーがこの作品で描きたかったのは、まさにそこである。『貧しき人々』での文壇デビュー以来「ゴーゴリをはるかに抜いた」（前掲書1846年2月1日手紙）と周囲の仲間からも褒めそやされていた自負心も手伝って、ドストエフスキーは九等官の内面にまで踏み込んで発狂にいたる人間心理を究めてみようと考えたのであろう。
さて、主人公ゴリャートキン氏が、身分違いの五等官の娘との結婚を願望するようになったのは、もちろん九等官からはい上がりたいという野心からでもあるが、それは同時にまた九等官の職から転げ落ちるかもしれないという危機感からの一発逆転の賭でもあった。しかし残念ながらその望みはみごとに失敗に終わる。彼は大きな挫折感を味わい、絶望感に打ちひしがれ、結局は発狂してしまう。この発狂を「分身」との遭遇＝自我の分裂としてドストエフスキーは描こうとした。従って、「分身」である新ゴリャートキン氏が登場する第5章以降はいわば発狂したゴリャートキン氏の内面の物語とみることができる。そこでは現実と妄想とがないまぜになっているが、ゴリャートキン氏にとっては描かれた世界こそが真実である。ドストエフスキーは読者には現実と妄想の境目をそれとなく示してくれるが、なかなか見分けがつけにくい。それが作品のわかりにくさにもなっている。
第5章以降、ゴリャートキン氏は妄想である「分身」＝新ゴリャートキン氏と格闘を重ねていくが、さてこの「分身」をどのように理解したらいいのか。同時代の優れた批評家ドブロリューボフは、「いやしくもあらゆる狂気には原因があるはず」、と述べて自分なりの分析を試みている。すなわち九等官ゴリャートキン氏は、仇敵たちがよからぬ陰謀をめぐらしているために自分の立場が脅かされていると感じ、もはや自分も陰謀家と手を組むほかはないと考え、とうとう新ゴリャートキン氏を妄想し、彼と結託しようとしたという。しかし他方でそうした新ゴリャートキン氏の狡猾さ、世渡りのうまさ、卑しさというものを旧ゴリャートキン氏の愚鈍で実直な性格と道徳的感情がどうしても許すことができないので、彼は心の中に葛藤を抱え込む。この葛藤がついには、「機転のきかぬゴリャートキン氏がなしえた限りでのもっとも暗い抗議－発狂」（前掲書）に至る、と。ドブロリューボフは、ゴリャートキン氏が恋敵の八等官昇進やクラーラの拒絶もそれがなるべくしてそうなったもので、「世の中のすべてのものはもっとも合理的な形で能力にしたがって配分されているし、能力は自然そのものによって与えられる」（前掲書）と考えていたら発狂には至らなかったであろう、と言う。しかし、わずかばかりの野心と脱落への危機意識がゴリャートキン氏にそれを許さなかった。
またドストエフスキー研究者の高橋誠一郎は、「分身」の出現はあのクラーラ・オルスーフィイェヴナからの拒絶以前にすでに予告されているという。ゴリャートキン氏は常に「仮面をつけるのは、仮面舞踏会のときだけで、毎日のように仮面をつけて人前に出ていったりはいたしません」と語っているが、実際に彼は馬車に乗ってめかし込んで出かける時に上司と同僚にすれ違うのだが、「『いえ、これは私じゃ、私じゃありませんので、はい、それだけのことでして』と自分がゴリャートキンではないかのように装うことで相手を無視したのであった。この見事な深層心理の描写は彼の分身の出現を巧みに予告している。」と述べている。普段仮面をつけることは絶対しないと思っている自分、知り合いの前で平気で仮面を装う自分、この相反する二つの自分はゴリャートキン氏の中ではまったく統合されていない。すなわち自我はすでに分裂の危機を迎えていた。そして激しい精神的重圧によって自我の分裂は決定的となり、分身の出現へ至る。
ところで、原題にあたるロシア語のДвойникはドイツ語由来の外来語ドッペルゲンガーとほぼ同じ意味の言葉で、「分身」あるいは「二重人格」などと訳される。ただしドッペルゲンガーはいわゆる自己像幻視であり、この作品での「分身」のように第三者と会話したりすることはないようだ。従って、この作品の「分身」はドストエフスキーによって独自に創造された「分身」である。これを現実自己（＝現にある自分）にたいする理想自己（＝こうありたい自分）ともとらえる見方もあるが、はたして新ゴリャートキン氏は理想自己であろうか。ゴリャートキン氏の自己像は＜私は人の機嫌をとったり、ごまを擦って人に取り入ったりするのは大嫌いな人間で、うまくいかなかったら我慢するし、うまくいったら守り抜くだけで、いかなる場合も策を弄したり、他人を陥れることはしない人間＞である。とすると新ゴリャートキン氏は理想自己ではなくむしろこれは負の理想自己（＝そうはなりたくない自分）ではないのだろうか。つまりゴリャートキン氏は現実の壁の前に次第に追いつめられ、とうとう負の理想自己と手を握ろうとして自己崩壊へ至ったとみることができる。
他方で、新ゴリャートキン氏を「無意識」、旧ゴリャートキン氏を「自我意識」と捉えることもできる。ジークムント・フロイトの知見によれば「無意識」は意識の下に押し込められて通常私たちは認識することができない。しかし、夢の中には「無意識」が歪んだ形で現れ、また私たちの行動に知らずのうちに影響を与えることがあるという。第10章では、ゴリャートキン氏は夢を見る。そこでは新ゴリャートキン氏が周囲の者を次々にうまく手玉にとり、みんなから歓迎され、その愛嬌の良さと才能を高く評価されて本物のゴリャートキン氏を追いつめていく。そして、ゴリャートキン氏は次の第11章でこの「夢に見たのとそっくり同じ事が」目の前で起きるのを経験（いずれにせよ妄想ではあるが）する。ドストエフスキーは、ここでは通常は意識の世界に現れることがない「無意識」を夢の世界の再現という形で形象化しようとしたのではないか。厳しい現実に押しつぶされそうになった時、人は精神的逃避を試みる。神経症や精神錯乱もその逃避の一形態である。それは多くの場合意識下に抑圧された「無意識」が膨れあがって「意識」に悪作用を及ぼした結果であると考えられている。新ゴリャートキン氏は、ゴリャートキン氏の意識下に抑圧された＜上手におべっかを使い、ずる賢く立ち回ってでも上の者に取り入り、自分の機知と才能を認めさせ、昇進したい＞という無意識の＜欲望の化身＞だったのではないか。この＜欲望の化身＞が意識下に押し込められたままでいたら、発狂することはなかった。しかし、それはついに妄想という形ではあれ彼の意識世界にはっきりとその姿を現してしまった。いずれにしてもこの作品が書かれた時点ではまだフロイトの知見は世に現れ出ていなかったから、ドストエフスキーはフロイトを先取りしていたとみることもできよう。
なお最後に、ひとつこの作品の中の奇妙な「符丁」について触れておきたい。最終章で、ゴリャートキン氏は、オルスーフィイ・イワーノヴィッチ邸におびき出されるが、いつまで経ってもクラーラが現れないので、もうこれでよいとしてそこを引き上げるのだが、セミョーノフスキー橋まで来て、またそこから屋敷へ引き返してしまい、結局みんなに見つかって精神病棟送りとなる。このセミョーノフスキー橋こそ、ドストエフスキーがペトラシェフスキー事件で逮捕され死刑判決を受けて「狂言処刑」が行われた場所（＝セミョーノフスキー練兵場）があるところだった。それはこの作品が発表されてから3年10か月後のことであるから、まさかそのような運命が待ち受けているとは知る由もないが。

## あらすじ
九等文官ヤーコフ・ペトロヴィッチ・ゴリャートキンは、その日朝起きるとまもなく馬車を借り切り、めかし込んで出かけた。途中、上司や同僚とすれ違い、ゴリャートキン氏の普段と違うその様子に彼らは驚いた表情を見せたが、ゴリャートキン氏は素知らぬ顔して馬車でその場を通り過ぎた。気を鎮めるために彼は、リテイナヤ街の医師クレスチャン・イワノーヴィッチの所に寄ることにした。医師からは、もっと社交的になり、生活様式を根本から改め、性格を叩き直す必要があると言われる。自分は俗世間の騒々しさが苦手で、そういう付き合いには不向きな人間だと彼は答える。自分は取るに足らない人間だが、策を弄したり、人を傷つけたりはしないから私の手は汚れていないと言った。だが、そのあとでゴリャートキン氏はわっと泣き出し、私には敵がいる、その凶悪な敵は私を破滅させようとしている、と言った。彼の言う敵とは職場の上司のアンドレイ・フィリッポヴィッチであり、その甥で八等官に昇進したばかりのウラジミール・セミョーノヴィッチであった。ゴリャートキン氏は彼の恩人でもある五等文官のオルスーフィイ・イワーノヴィッチの一人娘クラーラ・オルスーフィイェヴナに恋をしていたが、どうやらその娘は恋敵ウラジミール・セミョーノヴィッチとすでに婚約しているらしい。しかもその恋敵は伯父のアンドレイ・フィリッポヴィッチと一緒になってゴリャートキン氏をドイツ女性との醜聞により破滅させようと企んでいるに違いない、そう彼は思いこんでいるようだ。医師は、しっかり薬を飲むように言い聞かせ彼を帰した。
その後、ゴリャートキン氏は、馬車でイズマイロフスキー橋のオルスーフィイ・イワーノヴィッチ邸に向かった。そこではクラーラ・オルスーフィイェヴナの誕生祝いが行われていた。ゴリャートキン氏はオルスーフィイ・イワーノヴィッチ邸に入ろうとするが、入り口で断られてしまう。そこでゴリャートキン氏は屋敷の裏階段から入った台所口にずっと身を潜めて中の様子を伺っていた。屋敷の中ではゴリャートキン氏の上司である六等文官のアンドレイ・フィリッポヴィッチが主賓として招かれ、その甥のウラジミール・セミョーノヴィッチは今夜の主人公クラーラに寄り添っていた。ゴリャートキン氏の直属の上司アントン・アントンノーヴィッチも来て祝辞を述べた。やがて、楽士が呼ばれ舞踏会が始まったが、三時間あまりが経ってとうとうゴリャートキン氏は勇気を振り絞ってサロンに顔を出した。気がついて見ると、クラーラの真ん前に来ていた。もちろん一同は彼の姿に驚くが、彼はとりあえず挨拶して祝いの言葉を述べた。アンドレイ・フィリッポヴィッチがあきれて、恥を知れ、恥を、と言いクラーラの手を取ってゴリャートキン氏に背を向けてしまった。そのあとで、なんとかゴリャートキン氏はクラーラをダンスに誘おうと彼女に近づきその手を取ったが、彼女が悲鳴を上げたので、みんなが一斉に飛びかかって彼女をゴリャートキン氏の手から引き離した。ゴリャートキン氏は、やがて誰かに引っぱられ外套を頭から被せられて家の外に追い出された。
家の外に出た彼は打ちひしがれて、イズマイロフスキー橋の近くのフォンタンカの河岸を無我夢中で走っている時に、自分と瓜二つの男に出会う。それはまさしく自分の分身であった。分身の出現は仇敵たちによる策謀に違いないとゴリャートキン氏は考えた。案の定その翌日、この分身は役所にも現れ、同姓同名を名乗ってゴリャートキン氏の真ん前に座っていた。初めは仲間のような素振りをみせ、ゴリャートキン氏に近づいて来たので彼を自宅に招き、ついうっかり彼に二人でうまく立ち回って敵の策謀を暴いてやろうと提案し、敵の秘密まで喋ってしまった。ところが、次の日役所に出るとその新ゴリャートキン氏は、仕事では彼を出し抜き、瞬く間に同僚の信頼も得て、ゴリャートキン氏を次第に追いつめていく。ゴリャートキン氏は新ゴリャートキン氏を捕まえてその厚顔無恥な態度を責めるが、まるであざ笑うかのように彼を愚弄し、ヤーコフ・ペトロヴィッチ、冗談はよしにしましょうよ、二人でうまく立ち回るんでしょうが、と言ってのけた。自分は破滅させられた、あいつらは皆ぐるだ、いずれはっきりさせてやるとゴリャートキン氏は固く心に誓う。だが、ゴリャートキン氏は新ゴリャートキン氏の出現によって確実に追いつめられていく。職場の同僚のヴァフラメーイェフからも絶交を言い渡される。ゴリャートキン氏もかつてヴァフラメーイェフとともにドイツ女性のカロリーナ・イワーノヴナの館に下宿していて、その頃ゴリャートキン氏はこのドイツ女性に入れ上げていた。しかし、ゴリャートキン氏はその後下宿を出て召使い付きの家に移り、やがて高嶺の花であるクラーラ・オルスーフィイェヴナに恋するようになった。それは初めから望みのない横恋慕であった。ゴリャートキン氏は、ヴァフラメーイェフの下宿先から届けられたクラーラ・オルスーフィイェヴナからの手紙を受け取った。それには、望まない結婚を無理矢理父親にさせられようとしているので、どうか私を助け出して欲しい、今晩九時きっかりにオルスーフィイ・イワーノヴィッチの家の窓の下に馬車を用意して待っていてください、と書かれていた。彼女の誘いが非現実的なのものであることは充分承知していたが、ゴリャートキン氏は結局馬車を借り切り、そこに姿を現した。窓が一斉に開けられゴリャートキン氏は、みんなの前に引き出される。そしてクラーラや役所の同僚たちが見守るなか、彼はそこにやって来た医師のクレスチャン・イワノーヴィッチに引き渡され、そのまま精神病棟に収容されてしまう。

## 登場人物
ヤーコフ・ペトローヴィチ・ゴリャートキン（旧ゴリャートキン）
九等官、係長補佐
新ゴリャートキン
ゴリャートキンの分身、九等官
ペトルーシカ
ゴリャートキンの従僕
アンドレイ・フィリッポヴィッチ
ゴリャートキンの上司、課長、六等官
アントン・アントーノヴィッチ・セトーチキン
ゴリャートキンの上司、係長
オルスーフィイ・イワーノヴィッチ・ベレンジェーイェフ
ゴリャートキンの恩人、クラーラの父親、五等官
クラーラ・オルスーフィイェヴナ
五等官オルスーフィイの一人娘
ヴラジーミル・セミョーノヴィッチ
アンドレイ・フィリッポヴィッチの甥、26歳、八等官
ネストル・イグナーチイェヴィッチ・ヴァフラメーイェフ
役所の事務官
クリスチャン・イワーノヴィッチ・ルーテンシュピッツ
内科兼外科医、ゴリャートキンの主治医
オスターフィイェフ
役所の書記
ピサレンコ
役所の書記
カロリーナ・イワーノヴナ
ドイツ人女性、下宿屋・食堂の女主人、

## 主な日本語訳
- 『二重人格』 小沼文彦訳、岩波文庫
  - 『ドストエフスキー全集１ 二重人格』 小沼文彦訳、筑摩書房
- 『ドストエーフスキイ全集１ 分身』 米川正夫訳、河出書房新社
- 『ドストエフスキー全集１ 分身』 江川卓訳、新潮社